# Ера Ојданић
Андрија „Ера” Ојданић (Висока код Ариља, 13. децембар 1947) српски је певач народне и фолк музике. Познат је и као учесник више ријалити програма. Од септембра 2021. до јануара 2022. године је водио емисију Прело у нашем сокаку.

## Биографија
Рођен је 13. децембра 1947. године у селу Висока код Ариља . Има укупно шесторо деце. На естради је већ готово 50 година, а поред бављења музиком поседује мотел и ресторан „Ера и син“ у Мељаку на Ибарској магистрали. Учествовао је два пута у Великом брату, затим у четвртој сезони ријалити-шоуа Фарма, а 2015. године је био учесник четврте сезоне ријалитија Парови.

## Фестивали
- 1978. Илиџа - Ја сам Ера Златиборац
- 1979. Илиџа - Радо, лепа Радо
- 1980. Илиџа - Најдража слика
- 1980. Ивањица - Ој Милице, чобанице, победничка песма
- 1989. Шумадијски сабор - Да Србије нема, прва награда публике, победничка песма
- 1989. Хит парада - Милице, краљице
- 1989. МЕСАМ - Ужичанка, прва награда публике, победничка песма
- 1990. Посело године 202 - Ужичанка
- 1990. Шумадијски сабор - Дика са Рудника, друга награда публике
- 1991. МЕСАМ - Хеј, Србијо
- 1992. Хит парада - Да Србије нема
- 1992. МЕСАМ - Шта би дала, да те опет видим
- 1993. Шумадијски сабор - Лепа Рудничанка
- 2000. Моравски бисери - Последњи грош
- 2001. Моравски бисери - Јао мала, шта нам радиш (дует са Бором Дрљачом)
- 2008. Моравски бисери - Супермени (дует са Бором Дрљачом)
- 2010. Моравски бисери - Збогом Америко
- 2011. Моравски бисери - Јелена
- 2017. Моравски бисери - Дивља ружа, победничка песма
- 2017. Лира, Београд - Шмекер
- 2019. Лира, Београд - Сестрић, прва награда публике и победничка песма, као и друга награда за текст
- 2021. Моравски бисери - Дивља ружа / Радо, лепа Радо / Паук

## Дискографија
- 1973 - Волео сам једну жену
- 1974 - Сузе би нас потопиле
- 1974 - Срешћемо се некад у животу
- 1974 - Немој да ме тражиш
- 1975 - Ожењен сам као момак живим
- 1975 - Године су моје прошле
- 1976 - Најдражи дан мог живота
- 1977 - Шта је човек без вољене жене
- 1977 - Салома богињо љубави
- 1977 - У шали сам љубио
- 1978 - Ја сам Ера Златиборац
- 1978 - Ветар дува љуљају се руже
- 1979 - Радо лепа Радо
- 1979 - Процветала бела лала
- 1980 - Најдража слика
- 1980 - Мала соба пуна је ћилима
- 1981 - Лако је теби мала
- 1982 - Ти си моја шљива ранка
- 1983 - Село моје волим твоје име
- 1984 - Нисам мајстор да направим буре
- 1987 - Пиши шта је пила жена плава
- 1989 - Ера с овог света
- 1990 - Двоструки победник
- 1992 - Казуј мала
- 2000 - Само бол и успомене
- 2001 - Шмекер
- 2002 - Казанова
- 2003 - Паук
- 2008 - Да је живот паметнији